# بين ساندرز
بين ساندرز (بالإنجليزية: Ben Sanders) هو لاعب كرة قاعدة أمريكي، ولد في 16 فبراير 1865 في Catharpin, Virginia ‏ في الولايات المتحدة، وتوفي في 29 أغسطس 1930 في ممفيس في الولايات المتحدة.

## وصلات خارجية
- بين ساندرز على موقعبيزبول رفرنس.كوم (الدوري الرئيسي) (الإنجليزية)
- بين ساندرز على موقعبيزبول رفرنس.كوم (الدوري الثانوي) (الإنجليزية)